# Wendigo
Ten artykuł dotyczy stworzenia, którego istnienia nie potwierdza współczesna zoologia.
Wendigo (wym. Uendigou [ˈwɛndɪɡoʊ]) – wielkie człekopodobne ponadnaturalne stworzenie zamieszkujące rzekomo lasy w Quebecu i północnej części Stanów Zjednoczonych, będące częścią mitologii Indian z plemion Algonkinów. 

## Wierzenia i opis
Według wierzeń Wendigo powstaje z człowieka odrzuconego przez ukochaną osobę. W czasie dnia posiada ludzką postać a w nocy atakuje ludzi, którzy mają z tą osobą coś wspólnego, np. grupę krwi. Wendigo wyrywa serca swym ofiarom, a sam ma serce z lodu. Boi się jedynie ognia, który może go zabić, roztapiając jego serce.
Według podań Wendigo zbudowany jest całkowicie lub częściowo z lodu, zimą nabiera apetytu na ludzkie mięso, „chodzi nago po lesie i porywa ludzi, siejąc strach i zniszczenie”. Według indiańskich legend może mieć nawet do 4 metrów wysokości, potężną budowę ciała i głowę podobną do wilczej. Uzbrojony jest w ostre pazury i kły, którymi zabija swe ofiary. Pod jego wpływem ludzie sami mogą zostać wendigo, a wtedy należy w specjalnym „trzęsącym się” namiocie pozbawić ich magicznej mocy, a następnie zabić. Nie ma pewności, czy transformacja w wendigo jest rodzajem realnej, kulturowo uwarunkowanej psychozy, czy też teoretyczną ideą związaną ze strachem przed czarami i sezonowymi brakami żywności. Znamienne dla Wendigo jest przetrzymywanie części swych ofiar w ciemnych, opuszczonych pieczarach lub kopalniach celem ich późniejszej konsumpcji.
Wendigo nie zbliży się do swojej ofiary, jeżeli ta znajduje się za symbolem anasazi przypominającym nieco słońce.

## Psychoza Wendigo
Do zespołów zaburzeń psychicznych z dominującą symptomatologią depresyjną należy przede wszystkim windigo (lub whitico), spotykane u koczujących kanadyjskich Indian Ojibwa (rzadko u Inuitów i Cree) głodujących w okresie zimy. Zaburzenia zaczynają się depresją, tendencją do odosobnienia, silnym lękiem, brakiem łaknienia, nudnościami, wymiotami i biegunką. Później chory nabiera przekonania urojeniowego, że pod wpływem czarów został zamieniony w Windigo, tj. zimowego potwora w postaci olbrzymiego szkieletu z lodu, pożerającego ludzi. Identyfikując się z nim, odczuwa przymusową potrzebę jedzenia ludzkiego mięsa i czasem rzeczywiście rzuca się na kogoś z bliskich krewnych, zabija go i zjada. Uważany w tym stanie za niebezpiecznego dla szczepu, bywa leczony przez szamana, ale najczęściej zostaje wypędzony lub nawet zabity. Przez niektórych badaczy windigo jest traktowane jako zespół histeryczny, jednak większość wyraża opinię, że stanowi uwarunkowaną kulturowo formę schizofrenii paranoidalnej.

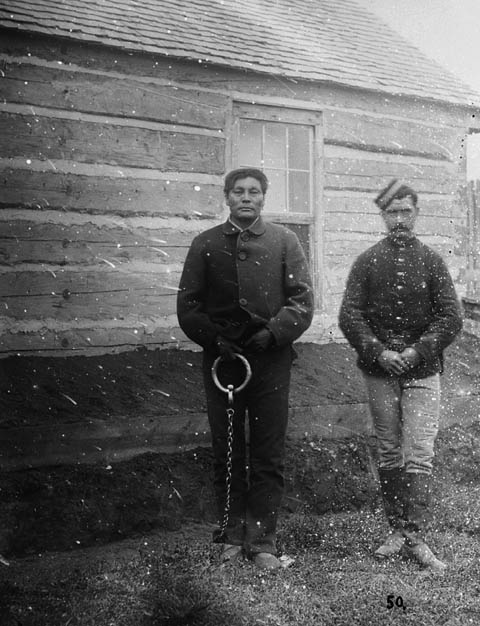
Swift Runner (Ka-Ki-Si-Kutchin) w Forcie Saskatchewan, po jego aresztowaniu

Jeden z przypadków „Psychozy Wendigo” miał miejsce w Kanadzie zimą 1878-79 roku w dzisiejszej prowincji Alberta. Wtedy to miejscowy traper Indianin Cree znany jako Swift Runner (Katist Chen) zamordował i zjadł swoją matkę, żonę, brata i sześcioro dzieci. Podczas rozprawy sądowej utrzymywał on, że wszyscy zmarli z głodu, jednak sąd nie dał temu wiary i skazał go na powieszenie. Tuż przed wykonaniem wyroku powiedział księdzu, iż podczas łowieckiej wyprawy spotkał Wendigo, który go opętał i za jego sprawą zamordował i zjadł swoją rodzinę. Ponadto twierdził, iż przyznał się tak późno, ponieważ Wendigo odwiedzał go w więzieniu i zmuszał go do składania fałszywych zeznań. Został stracony w Forcie Saskatchewan.

## Wendigo w kulturze masowej

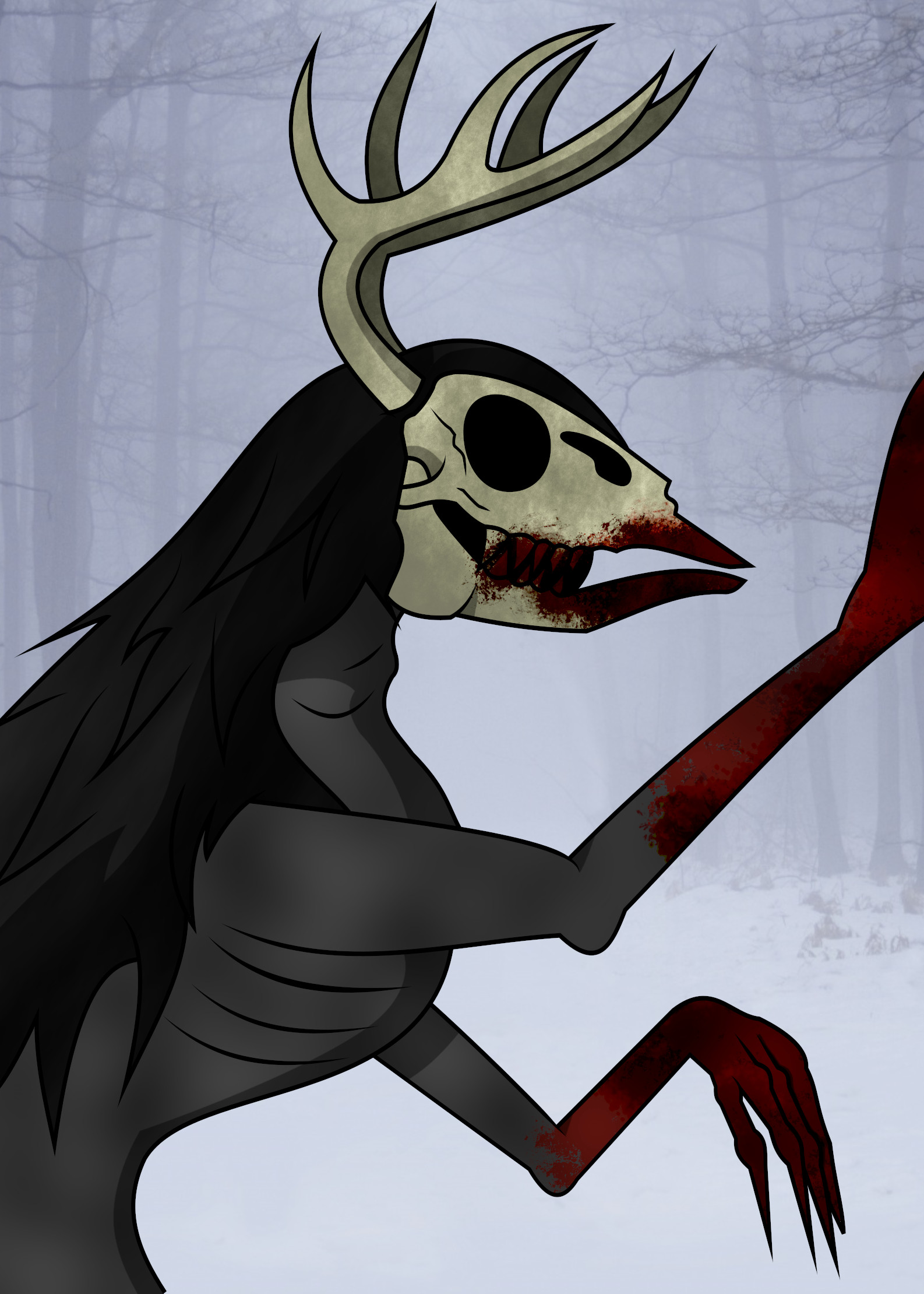
Wyobrażenie Wendigo, które utrwaliło się w kulturze masowej

Postać Wendigo pojawiła się m.in. w powieściach Grahama Mastertona. Występuje również jako bliżej nieokreślone źródło zła w powieści Stephena Kinga Smętarz dla zwierzaków (oryg. Pet Sematary). Według Kinga Wendigo to ok. 20-metrowe stworzenie o baranich rogach i żółtych ślepiach. Jego dotyk czyni z ludzi kanibali, a ziemia skalana przez potwora wskrzesza martwe istoty, gdy się je tam pochowa. Występuje jako ucieleśnienie zła, które na tak wiele sposobów potrafi sparafrazować autor.
Wendigo pojawił się także w takich serialach telewizyjnych jak Nie z tego świata, Czarodziejki, Teen Wolf: Nastoletni wilkołak, Hannibal, Grimm oraz Jeździec bez głowy.
Wendigo pojawia się w grze komputerowej Diablo II jako „Monstrualna Bestia” z Płonących Piekieł.
W grze Until Dawn wydanej w 2015 roku wendigo pojawiają się, jako rzeczywiste i oficjalne zagrożenie dla wszystkich żyjących postaci w Blackwood Pines. Choć ich obecność naznacza się przez całą grę to cała ich historia zostaje wyjaśniona przez człowieka z miotaczem, nazywanego Nieznajomym - to ludzie, którzy zostali opętani przez duchy wendigo i zmienieni w potężne potwory, których jedynym celem jest pożerać nieustannie ludzkie mięso i mają skórę potężną niczym pancerz, a jedynym sposobem na ich pokonanie jest ogień.
Wendigo pojawiły się również w serialu My Little Pony, gdzie według mitologii są stworzeniami karmiącymi się niezgodą wśród kucyków i sprowadzającymi wieczną zimę na ich krainę. Pokonane zostały przez uczennicę Star Swirlla Brodatego, w momencie, gdy trzy plemiona zaprzestały walki i kłótni, łącząc się w przyjaźni.
Wendigo pojawił się także w komiksie Spider-man autorstwa Todda McFalaine’a (w Polsce wydane przez TM-Semic jako The amazing Spider-man 1-3/1995).
W filmie „Jeździec znikąd” z 2013 roku Indianin Tonto nazywa mianem „Wendigo” mordercę, Butcha Cavendisha.
Wendigo pojawił się w jednym z odcinków serialu Niesamowity świat Gumballa.
W 2021 roku powstał film „Poroże” w którym Wendigo jest główną postacią.
W 2017 roku powstal film "Rytuał" w którym Wendigo jest głównym antagonistą.

## Zespoły prawdopodobnie pokrewne
- amok (Malezja)
- hsieh-ping (Chiny, Tajwan)
- zar (Egipt, Etiopia, Sudan)